# مرصد لويل للبحث عن الأجرام القريبة من الأرض

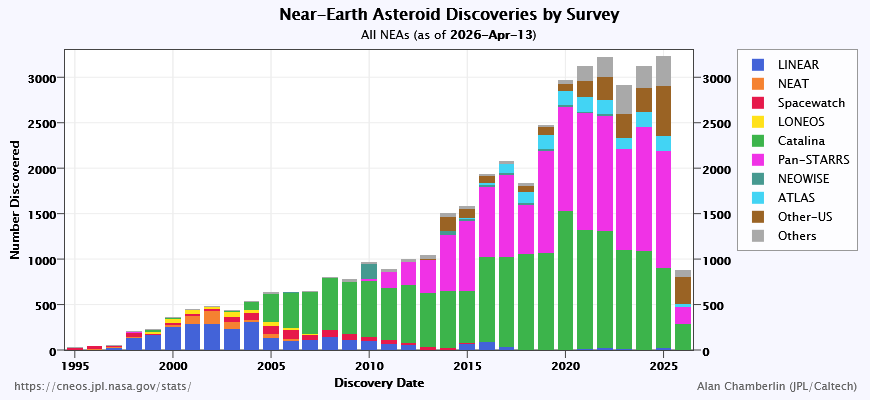
تظهر الصورة مقارنة بأعداد الأجرام القريبة من الأرض التي تم اكتشافها من مختلف المشاريع ويظهر مشروع مرصد لويل باللون الأصفر.

مرصد لويل للبحث عن الأجرام القريبة من الأرض أو (LONEOS) كان مشروع مخصص لرصد الكويكبات والمذنبات التي تحوم حول مدار الأرض , وقد كان تمويل المشروع يقع على عاتق ناسا , وتمت إدارته من قبل تيد بويل من مرصد لويل في فلاغستاف بولاية أريزونا في الولايات المتحدة , بدأ المشروع في عام 1993 واستمر بالعمل لغاية فبراير من العام 2008.

## عتاده
كان مزوداً بمرآة ذات قطر 0.6 متر من نوع مقراب شميدت , حصل عليه من جامعة أوهايو وسلين في 1990 , وكاشف ذو 16 ميجا بكسل وجهاز اقتران الشحنة , هذه المعدات وفرت للمقراب قدرة رصد بلغت 2.88 على 2.88 درجة، وكانت قدرة المسح الليلية له تبلغ في حدها الأقصى حوالي الف درجة مربعة، وكان يمكن له أن يغطي كل السماء خلال شهر واحد، وقد كان يمكن لجهاز اقتران الشحنة الخاص به اكتشاف كويكبات خافتة لها قدر ظاهري يبلغ 19.8 فقط.
تم استخدام أربعة حواسيب في المرصد، اثنان منها مسخرة لخدمة مسايسة الهيكل عند التحرك، بينما تم استخدم الثالث مخصص لنظام تأشير المرصد، أما الرابع فكان مخصصاً للتحكم بآلة التصوير , هذه الأخيرة كانت لها قدرات برمجية تمكنها من التحكم بالحواسيب الثلاثة الأخرى.